# Jacob Lawrence
Jacob Lawrence (eigentlich Jacob Armstead Lawrence; * 7. September 1917 in Atlantic City, New Jersey; † 9. Juni 2000 in Seattle, Washington) war ein afro-amerikanischer Maler.

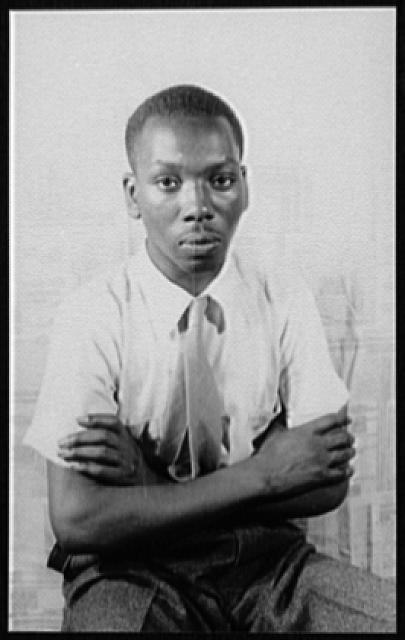
Jacob Lawrence (1941)

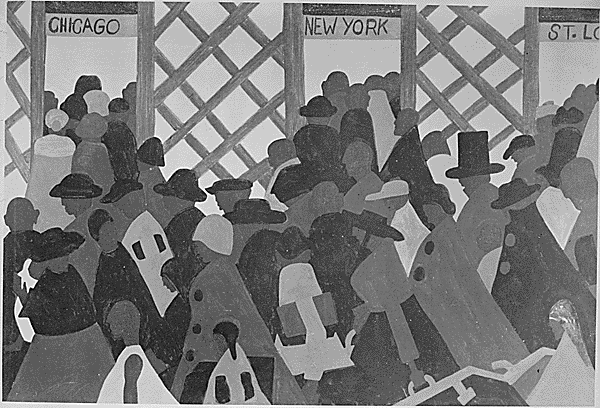
During World War I there was a great migration north by southern Negroes (Jacob Lawrence)

## Leben
1924 zog Jacob Lawrence mit seiner allein erziehenden Mutter und den beiden jüngeren Geschwistern, William und Geraldine nach New York. Im Alter von 16 Jahren verließ er das Utopia Children's House und arbeitete in einer Wäscherei und Druckerei. Lawrence besuchte nebenbei Kurse am Harlem Art Workshop und wurde von seinem Mentor Charles Alston gefördert. Im Jahre 1937 erhielt er ein Stipendium für die American Artist School. Die Rosenwald Fellowship, die er im Jahr 1940 innehielt, ermöglichte ihm die Arbeit an seiner Migration Serie. Während des Zweiten Weltkrieges diente er bei der United States Navy. Als 24-Jähriger war Lawrence der erste Afroamerikaner, dessen Arbeit in einer ständigen Ausstellung des New Yorker Museum of Modern Art (MoMA) zu sehen war, und zwei Jahre später erhielt er ein Guggenheim-Stipendium. Unter seinen damaligen Förderern Charles Alston und Henry Bannarn, Anhängern der Harlem Renaissance, studierte Lawrence Kunstgeschichte am Alston-Bannarn Workshop in Harlem. In den frühen 1960er Jahren beschäftigte er sich mit dem Thema der Bürgerrechte in den Südstaaten und dem Anwachsen der afro-amerikanischen Bewegung. Ab 1971 lehrte Jacob Lawrence, zusammen mit seiner Frau Gwendolyn Knight, an der University of Washington in Seattle. Er setzte seine Kunst ein, um die Geschichte der Schwarzen in den USA zu erzählen.

## Auszeichnungen
- 1965 Wahl zum Mitglied der American Academy of Arts and Letters[1]
- 1979 Wahl zum Mitglied (NA) der National Academy of Design[2]
- 1990 National Medal of Arts
- 1995 Wahl zum Mitglied der American Academy of Arts and Sciences
- 1998 The Medal of Merit